# 주현절
주현절(主顯節, Epiphany "주님이 나타난 날"), 공현절(公現節 "공식적으로 나타난 날") 또는 주님 공현 대축일은 예수의 출현을 축하하는 기독교의 교회력 절기이다. 날짜는 전통적으로는 1월 6일이나, 나라에 따라서는 1월 2일부터 8일 사이의 주일(일요일)로 하기도 한다. 로마 가톨릭교회에서는 주님 공현 대축일, 개신교에서는 주현절(성공회는 공현절)이라고 부르며, 동방 정교회에서는 신현 대축일, 주님 세례 대축일 또는 성삼위일체대축일이라고 부른다.
'주현' 또는 '공현', '신현'이라는 말은 예수의 신성(神性)이 최초로 공식적으로 나타난 것을 뜻한다. 이를 서방 기독교에서는 동방 박사가 예수를 찾은 때로 보고, 동방 기독교에서는 세례자 요한이 예수에게 세례를 준 때로 본다. 한편, 마니교를 비롯한 고대의 몇몇 나스티시즘(영지주의) 분파들도 예수가 세례자 요한으로부터 세례를 받은 때를 메시아로서의 예수가 진정으로 나타난 때로 보았다.(참고: 가현설)
주현절의 절기색은 ‘흰색’이다. 흰색은 흠 없는 순결, 거룩함, 완전, 위엄, 영광, 즐거움을 상징하는 신성의 색으로, 주님 성탄 대축일이나 주님 부활 대축일과 같은 기쁜 축제와 그리스도의 생애 중 특별한 사건이 있을 때 사용하는 전례 색상이다.